# イスミアンフットボールリーグ
イスミアンフットボールリーグ（英語: The Isthmian Football League,スポンサー名を冠する場合は英語: The Ryman Football Leagueとなる）は英国イングランドのアマチュアサッカリーグの一つ。グレーター・ロンドン、イースト・オブ・イングランド、サウス・イースト・イングランドの3地域に属するサッカーチームが参加している。1905年にロンドンのアマチュアクラブのためのリーグとして発足した。
「プレミアディヴィジョン」の下に、「ディヴィジョン1・ノース」「ディヴィジョン1・サウスセントラル」「ディヴィジョン1・サウスイースト」のリーグを置く2部制であり、2021-2022シーズン時点、プレミア22チーム、ディヴィジョン1・ノース、ディヴィジョン1・サウスイーストいずれも20チーム、ディヴィジョン1・サウスセントラル19チームの計81チームで構成されている。
サザンリーグ、ノーザンプレミアリーグと共にイングランドサッカーのリーグ構成において第7〜8部に相当する。上位リーグはナショナルリーグ・サウスであり、下位には数多くの地域リーグが存在する。

## 歴史
リーグ設立前、イングランド領内にはアマチュアのサッカーリーグは存在せず、カップ戦のみが存在していた。そのため、イルフォードFCほかロンドンにあった6つのアマチュアサッカークラブが協議し、1905年3月7日に初代イスミアンリーグが設立された。当初のリーグは招待制でアマチュアリズムを重視していたため、リーグ優勝チームにはトロフィーやメダルは授与されず、「名誉だけで十分」というモットーが掲げられていた。
このアマチュア重視の姿勢により、セミプロリーグとして発展したサザンリーグに比べると経済的な競争力のないクラブが集まるようになった。イスミアンリーグは、FAアマチュア・カップの優勝チームを輩出するなど国内最強のアマチュアリーグとしての地位を確立したが、サザンリーグよりはレベルが低いと捉えられてきた。
クラブ数は1908年から徐々に増加し1922年には14クラブ構成となった。その後30年間にわたりクラブ数は変化せず、1952年に15クラブ、1956年に16クラブ構成となる。
1963年にはイスミアンリーグと同様アマチュアリズムを重視していたロンドンのエイセニアンリーグから一気に4クラブが加盟し、20クラブ構成となった。
1970年代半ばにフットボール・アソシエーションがプロとアマチュアの垣根を取り払ったことを受け、イスミアンリーグもプロクラブの参加を認めるようになった。それに伴い、1973年にディヴィジョン2が設置され、1977年にプレミアディヴィジョンが設置された。しかし1979年にアライアンスプレミアリーグ（APL、現ナショナルリーグ）が設立された際にイスミアンリーグの参加は拒否され、1981年にエンフィールドとダゲナムの2クラブがAPLに移籍したものの、イストミアンリーグのチャンピオンがフットボールカンファレンスに昇格するのは1985年になってからだった。
1984年にはエイセニアンリーグが解散し、イスミアンリーグに所属するクラブはリーグ史上最多の88となった。
その後1991年からはプレミア、ディヴィジョン1・2・3の4部制となり、2002年にディヴィジョン3が、2006年にディヴィジョン2が廃止されてプレミアとディヴィジョン1の2部制となった。また2006年にはディヴィジョン1がノースとサウスに分割され、2018年にはディヴィジョン1・サウスがさらにサウスセントラルとサウスイーストに分割されている。

## リーグの入れ替え
毎年8月‐翌年4月を原則的なシーズンとし、そのシーズンの成績において次年度の配属クラスが決まる。
- ナショナルリーグ・サウス－イスミアンリーグ・プレミアディヴィジョン－イスミアンリーグ・ディヴィジョン1・ノース / イスミアンリーグ・ディヴィジョン1・サウス
  - ナショナルリーグ・サウスからは、19位以下の3チームが自動降格
  - イスミアンリーグ・プレミアディヴィジョンからはリーグ優勝チームがナショナルリーグ・サウスに自動昇格、2-5位の4チームでのプレーオフ勝者チームの計2チームが昇格。
- イスミアンリーグ・プレミアディヴィジョン－イスミアンリーグ・ディヴィジョン1・ノース / イスミアンリーグ・ディヴィジョン1・サウス
  - イスミアンリーグ・プレミアディヴィジョンからは、下位4チームが自動降格
  - イスミアンリーグ・ディヴィジョン1・ノースとディヴィジョン1・サウスからは、各リーグ優勝チーム2チームが自動昇格、2-5位の4チームのプレーオフ勝者チーム2チームが昇格。
- イスミアンリーグ・ディヴィジョン1・ノース / イスミアンリーグ・ディヴィジョン1・サウス－地域リーグ
  - イスミアンリーグ・ディヴィジョン1・ノースとディヴィジョン1・サウスからは、各リーグ21位以下の下位3チームが地域リーグへ自動降格。

## リーグ戦以外の公式戦
- イスミアンリーグカップ
- FAトロフィー

## 所属クラブ（2021-2022シーズン）

### プレミアディヴィジョン
- ビショップズ・ストートフォード
- ボグナー・リージス・タウン
- バワーズ・アンド・ピットシー（英語版）
- ブライトリングシー・リージェント（英語版）
- カーシャルトン・アスレティック
- チェスハント
- コリンシアン・コーサルズ
- クレイ・ワンダラーズ
- イースト・サロック・ユナイテッド
- エンフィールド・タウン
- フォークストーン・インヴィクタ
- ハリンゲイ・バラ（英語版）
- ホーンチャーチ
- ホーシャム
- キングストニアン
- レザーヘッド
- ルイス
- マーゲート
- マースタム（英語版）
- ポッターズ・バー・タウン
- ウィンゲート・アンド・フィンチリー
- ワージング

### ノースディヴィジョン
- AFCサドベリー
- エイヴリー
- バーキング（英語版）
- バジルドン・ユナイテッド（英語版）
- ブレントウッド・タウン
- ベリー・タウン
- キャンヴェイ・アイランド
- コッジシャル・タウン（英語版）
- デレハム・タウン
- フィーリックストウ・アンド・ウォルトン・ユナイテッド（英語版）
- グレイズ・アスレティック
- グレート・ウェイカリング・ロヴァーズ
- ハッシュタグ・ユナイテッド（英語版）
- ヘイブリッジ・スウィフツ
- ハルブリッジ・スポーツ（英語版）
- モールドン・アンド・ティプトリー
- ロムフォード（英語版）
- ストウマーケット・タウン（英語版）
- ティルベリー
- ウィサム・タウン

### サウスセントラルディヴィジョン
- アシュフォード・タウン
- ベイシンストーク・タウンFC
- ベッドフォント・スポーツ（英語版）
- ビンフィールド（英語版）
- ブラックネル・タウン（英語版）
- チャルフォント・セント・ピーター（英語版）
- チャートシー・タウン（英語版）
- チップステッド
- ガーンジー（英語版）
- ハンウェル・タウン（英語版）
- マーロウ（英語版）
- ノースウッド
- サウス・パーク（英語版）
- ステインズ・タウン
- サットン・コモン・ローバーズ
- タッチャム・タウン（英語版）
- トゥーティング・アンド・ミッチャム・ユナイテッド
- アクスブリッジ（英語版）
- ウェストフィールド（英語版）

### サウスイーストディヴィジョン
- アシュフォード・ユナイテッド
- バージェス・ヒル・タウン
- チチェスター・シティ
- コリンシアン（英語版）
- クレイ・ヴァレー・ペーパー・ミルズ（英語版）
- イースト・グリンステッド・タウン
- フェイヴァシャム・タウン
- ヘイスティングス・ユナイテッド
- ヘイワーズ・ヒース・タウン（英語版）
- ハーン・ベイ
- ハイス・タウン
- ランシングFC（英語版）
- フェニックス・スポーツ
- ラムズゲート
- セヴノークス・タウン（英語版）
- シッティングボーン
- スリー・ブリッジズ（英語版）
- VCDアスレティック
- ホワイトホーク（英語版）
- ウィスタブル・タウン

## 歴代優勝クラブ
20世紀
- 1905-1906 ロンドン・カレドニアンズ
- 1906-1907 イルフォード
- 1907-1908 ロンドン・カレドニアンズ
- 1908-1909 ブロムリー
- 1909-1910 ブロムリー
- 1910-1911 クラプトン
- 1911-1912 ロンドン・カレドニアンズ
- 1912-1913 ロンドン・カレドニアンズ
- 1913-1914 ロンドン・カレドニアンズ
- 1914-1919 第一次世界大戦勃発のため、リーグ中断
- 1919 レイトンストーン
- 1919-1920 ダリッジ・ハムレット
- 1920-1921 イルフォード
- 1921-1922 イルフォード
- 1922-1923 クラプトン
- 1923-1924 セント・アルバンズ・シティ
- 1924-1925 ロンドン・カレドニアンズ
- 1925-1926 ダリッジ・ハムレット
- 1926-1927 セント・アルバンズ・シティ
- 1927-1928 セント・アルバンズ・シティ
- 1928-1929 ナンヘッド
- 1929-1930 ナンヘッド
- 1930-1931 ウィンブルドン
- 1931-1932 ウィンブルドン
- 1932-1933 ダリッジ・ハムレット
- 1933-1934 キングストニアン
- 1934-1935 ウィンブルドン
- 1935-1936 ウィンブルドン
- 1936-1937 キングストニアン
- 1937-1938 レイトンストーン
- 1938-1939 レイトンストーン
- 1939-1945 第二次世界大戦勃発のため、リーグ中断
- 1945-1946 ウォルサムストー・アベニュー
- 1946-1947 レイトンストーン
- 1947-1948 レイトンストーン
- 1949-1950 ダリッジ・ハムレット
- 1950-1951 レイトンストーン
- 1951-1952 レイトンストーン
- 1952-1953 ウォルサムストー・アベニュー
- 1953-1954 ブロムリー
- 1954-1955 ウォルサムストー・アベニュー
- 1955-1956 ウィコム・ワンダラーズ
- 1956-1957 ウィコム・ワンダラーズ
- 1957-1958 トゥーティング&ミッチャム
- 1958-1959 ウィンブルドン
- 1959-1960 トゥーティング&ミッチャム
- 1960-1961 ブロムリー
- 1961-1962 ウィンブルドン
- 1962-1963 ウィンブルドン
- 1963-1964 ウィンブルドン
- 1964-1965 ヘンドン
- 1965-1966 レイトンストーン
- 1966-1967 サットン・ユナイテッド
- 1967-1968 エンフィールド
- 1968-1969 エンフィールド
- 1969-1970 エンフィールド
- 1970-1971 ウィコム・ワンダラーズ
- 1971-1972 ウィコム・ワンダラーズ
- 1972-1973 ヘンドン
- 1973-1974 ウィコム・ワンダラーズ
- 1974-1975 ウィコム・ワンダラーズ
- 1975-1976 エンフィールド
- 1976-1977 エンフィールド
- 1977-1978 エンフィールド
- 1978-1979 バーキング
- 1979-1980 エンフィールド
- 1980-1981 スロウ・タウン
- 1981-1982 レイトンストーン&イルフォード
- 1982-1983 ウィコム・ワンダラーズ
- 1983-1984 ハーロウ・ボロ
- 1984-1985 サットン・ユナイテッド
- 1985-1986 サットン・ユナイテッド
- 1986-1987 ウィコム・ワンダラーズ
- 1987-1988 ヨーヴィル・タウン
- 1988-1989 レイトンストーン/イルフォード
- 1989-1990 サットン・ユナイテッド
- 1990-1991 レッドブリッジ・フォレスト
- 1991-1992 ウォキング
- 1992-1993 チェシャム・ユナイテッド
- 1993-1994 スティブネイジ・ボロ
- 1994-1995 エンフィールド
- 1995-1996 ヘイズ
- 1996-1997 ヨーヴィル・タウン
- 1997-1998 キングストニアン
- 1998-1999 サットン・ユナイテッド
- 1999-2000 ダゲナム&レッドブリッジ

21世紀
- 2000-2001 ファーンボロ・タウン
- 2001-2002 グレイヴズエンド&ノースフリート
- 2002-2003 オールダーショット・タウン
- 2003-2004 キャンヴェイ・アイランド
- 2004-2005 イェディング
- 2005-2006 ブレントリー・タウン
- 2006-2007 ハンプトン&リッジモンド・ボロ
- 2007-2008 チェルムスフォード・シティ
- 2008-2009 ドーバー・アスレティック
- 2009-2010 ダートフォード
- 2010-2011 サットン・ユナイテッド
- 2011-2012 ビラリキー・タウン
- 2012-2013 ホワイトホーク
- 2013-2014 ウィールドストーン
- 2014-2015 メイドストーン・ユナイテッド
- 2015-2016 ハンプトン・アンド・リッジモンド・ボロ
- 2016-2017 ハヴァント・アンド・ウォータールーヴィル
- 2017-2018 ビラリキー・タウン
- 2018-2019 ドーキング・ワンダラース（英語版）
- 2019-2021 新型コロナウイルス感染症の世界的流行のためリーグ中断